# Peter Barth (Theologe)
Peter Barth (* 17. Mai 1888 in Basel; † 20. Juni 1940 in Madiswil) war ein Schweizer reformierter Theologe.

## Familie
Barth war ein Sohn des Theologieprofessors Fritz Barth und seiner Frau Anna Katharina Sartorius. Ab 1889 wuchs er mit seinen Brüdern, dem späteren Theologen Karl Barth (1886–1968) und dem späteren Philosophen Heinrich Barth (1890–1965), in Bern auf. Er heiratete am 9. April 1915 Helene Rade, eine Tochter des Theologieprofessors Martin Rade. Ihr ältester Sohn Martin Ulrich Barth (1916–1994) war Karl Barths Patenkind. Ein weiterer Sohn war Friedrich Sebastian Barth (1918–2006).

## Leben
Barth studierte ab 1906 in Bern und ab 1909 in Marburg, wo er Mitarbeiter von Martin Rades Christlicher Welt wurde. Nach kurzer Tätigkeit bei der Hamburger Stadtmission wurde er Vikar in Adelboden und 1912 nach der Ordination durch seinen Vater Pfarrer in Laupen. 1918 übernahm er die Pfarrstelle in Madiswil, die er bis zu seinem Tod innehatte. Als Präsident der Theologischen Arbeitsgemeinschaft des Kantons Bern setzte er sich für die Bekennende Kirche in Deutschland ein.
Barth stand anfangs dem religiösen Sozialismus nahe, trat aber 1915 der Neuen Helvetischen Gesellschaft bei. Später machte er sich als Calvin-Forscher einen Namen. Er veröffentlichte etliche Aufsätze und war Herausgeber der Joannis Calvini Opera Selecta, einer Auswahlausgabe, die beim Christian Kaiser Verlag in München erschien. Für den ersten Band, der 1926 erschienen war, hatte er scharfe Kritik geerntet, so dass er sich für die folgenden Bände die Unterstützung Wilhelm Niesels sicherte.
Die Universität Marburg verlieh Barth am 11. Oktober 1931 die theologische Ehrendoktorwürde.